# Malab Muhammad ibn Zajid
Malab Muhammad ibn Zajid – stadion piłkarski w Abu Zabi, stolicy Zjednoczonych Emiratów Arabskich. 

## Historia
Pojemność stadionu wynosi 42056 widzów. Na stadionie swoje mecze rozgrywa drużyna Al-Jazira. Obiekt był jedną z aren młodzieżowych Mistrzostw Świata 2003, Pucharu Zatoki Perskiej 2007, Klubowego Pucharu Świata w latach 2009 i 2010 oraz Mistrzostw Świata U-17 2013. Pierwotnie obiekt był stadionem wielofunkcyjnym (z bieżnią lekkoatletyczną) i posiadał trybuny na 15000 widzów. W 2000 roku oddano do użytku nową trybunę główną, zwiększając pojemność do 20000 widzów. W roku 2006 zlikwidowano bieżnię lekkoatletyczną i przebudowano układ trybun, burząc większą ich część (pozostała tylko najnowsza trybuna główna) i budując nowe, usytuowane bliżej boiska czyniąc tym samym obiekt typowo piłkarskim stadionem. Pojemność zwiększyła się do 25000 widzów. W 2009 roku znacznie powiększono trzy wybudowane przy ostatniej modernizacji trybuny, zwiększając pojemność stadionu do 42056 widzów. Ponadto w dwóch narożnikach wybudowano wieżowce z funkcjami biurowymi i apartamentami. Obiekt w większości nie jest kryty zadaszeniem, zadaszona pozostaje jedynie trybuna powstała w 2000 roku.